# Wacholderheide und Streuobstwiese bei Hoch-Weisel
Wacholderheide und Streuobstwiese bei Hoch-Weisel este o arie protejată (arie specială de conservare — SAC, sit de importanță comunitară — SCI) din Germania întinsă pe o suprafață de 13,34 ha, integral pe uscat.

## Localizare
Centrul sitului Wacholderheide und Streuobstwiese bei Hoch-Weisel este situat la coordonatele 50°24′32″N 8°37′29″E / 50.4089°N 8.6247°E.

## Înființare
Situl Wacholderheide und Streuobstwiese bei Hoch-Weisel a fost declarat sit de importanță comunitară în iulie 2001 pentru a proteja 4 specii de animale. Situl a fost protejat și ca arie specială de conservare în martie 2008.

## Biodiversitate
Situată în ecoregiunea continentală, aria protejată conține 2 habitate naturale: Pajiști uscate seminaturale și facies de acoperire cu tufișuri pe substraturi calcaroase (Festuco-Brometalia) (* situri importante pentru orhidee), Fânețe de joasă altitudine (Alopecurus pratensis, Sanguisorba officinalis).
La baza desemnării sitului se află mai multe specii protejate de  păsări (4): sfrâncioc roșiatic (Lanius collurio), gaia roșie (Milvus milvus), ciocănitoare verzuie (Picus canus), silvie de câmp (Sylvia communis).
Pe lângă speciile protejate, pe teritoriul sitului au mai fost identificate 5 specii de plante, 1 specie de păsări, 2 specii de reptile.